# Виктор III фон Ратибор
Виктор III Август Мария фон Ратибор (на немски: Victor III August Maria, Herzog zu Ratibor, Fürst von Corvey, Prinz zu Hohenlohe-Schillingsfürst; * 2 февруари 1879 , замък Рауден, Рачибужки окръг, Силезия; † 11 ноември 1945, Корвей) е принц на Хоенлое-Шилингсфюрст-Бройнер-Енкевойрт, 3. княз на Корвей в Прусия и 3. херцог на Ратибор в Силезия. Той е немски юрист, лисничей и шеф на фамилията Ратибор (1923 – 1945).

## Живот
Произлиза от род Хоенлое-Шилингсфюрст и е големият син на Виктор II Амадей фон Ратибор (1847 – 1923), 2. херцог на Ратибор и 2. княз на Корвей, и съпругата му графиня Мария фон Бройнер-Енкевойрт (1856 – 1929), дъщеря на граф Август Йохан Евангелист Карл Боромаус Йозеф Бройнер-Енкевойрт (1828 – 1894) и графиня Мария Агата Франциска Лудовика Стефани Сзехени (1833 – 1920).
Виктор III учи за лесничей и след това следва право в университетите в Бон, Лайпциг, Бреслау и в Сорбоната в Париж. Той е кралски пруски правителствен „референдар“. Служи в пруската войска и напуска като лейтенант.
След Първата Световна война той управлява големите фамилни собствености в Силезия. През 1922 г. фамилната територия в Горна Силезия е разделена, една част отива към Полша. През 1923 г., след смъртта на баща му, Виктор III става шеф на фамилията Ратибор.
Веднага след началото на Втората Световна война най-големият му син Виктор IV е убит в Полша. В края на 1944 г., преди пристигането на Червената армия, най-ценните вещи от дворец Рауден са преместени в Западна Германия.
Виктор III фон Ратибор умира на 66 години на 11 ноември 1945 г. в Корвей.

## Фамилия
Виктор III фон Ратибор се жени на 19 ноември 1910 г. в Мюнхен за принцеса Елизабет Паулина Георгина Мария Нотгера фон Йотинген-Йотинген и Йотинген-Шпилберг (* 31 октомври 1886, Йотинген; † 2 октомври 1976, Йотинген), дъщеря на княз Франц Албрехт фон Йотинген-Йотинген и Йотинген-Шпилберг (1847 – 1916) и принцеса София фон Метерних-Винебург (1857 – 1941). Те имат шест деца:
- Мария Агата Агата Елизабет-Клементина-Маргарета Каролина (* 19 октомври 1911, Грос Рауден; † 10 ноември 1971, Хьокстер), омъжена на 1 август 1947 г. в Мадрид за Едмундо Ласале и Гарция Майен (* 26 юни 1914, Сан Кристобал, Мексико; † 1 август 1974, Лондон)
- София Агата Мария Шарлота (* 22 декември 1912, Рауден; † 23 март 1981, Лор ам Майн), омъжена на 29 април 1937 г. в Рауден за граф Фридрих Леополд Прашма, фрайхер фон Билкау (* 12 юни 1900, Дренщайнфурт; † 15 февруари 2000, Лор)
- Елеонора Мария Амелия Габриела (* 13 февруари 1914, Рауден; † 19 март 1993, Хьокстер)
- Виктор IV Албрехт Йоханес Йозеф Михаел Мария (* 12 февруари 1916, Рауден; † 18 септември 1939, в битка в Модлин, Полша)
- Клементина Габриела Георгина Бенедикта Мария (* 24 април 1918, Рауден до Ратибор), омъжена на 11 ноември 1940 в Рауден за принц Антон Филип Мария Йозеф Игнациус Георг Александер фон Црой (* 1 септември 1909, Кьонигсфелд; † 3 март 1976, Кицбюел)
- Франц Албрехт Максимилиан Волфганг Йозеф Тадеус Мария Метерних-Сандор, 4. херцог на Ратибор, 4. княз на Корвей (* 23 октомври 1920, Рауден; † 25 юни 2009, Цетона, Италия), женен на 2 октомври 1962 г. в Дик, Райнланд, за алтграфиня Изабела Мария Франциска Габриела Пия фон Залм-Райфершайт-Краутхайм и Дик (* 19 февруари 1939, Алфтер)